# Tærø
 Der er for få eller ingen kildehenvisninger i denne artikel, hvilket er et problem. Du kan hjælpe ved at angive troværdige kilder til de påstande, som fremføres i artiklen.

Tærø er en privatejet, beboet ø på 173 ha i Ulvsund mellem Sjælland, Møn og Bogø.  Den nuværende ejer af øen er Kristian Kryger. Øen, der er en del af Vordingborg Kommune,  er delvis flad og næsten uden skov, og består af to morænebakker omgivet af strandenge og odder. Ca. 2/3 af øen har været dyrket fra gården Jesminde. Det forventes at driften af øen fremover hovedsagelig vil blive græsning med heste og kvæg. 
| År   | Beboere |
| ---- | ------- |
| 1901 | 0       |
| 1906 | 39      |
| 1911 | 38      |
| 1916 | 23      |
| 1921 | 27      |
| 1925 | 34      |
| 1930 | 33      |
| 1935 | 12      |
| 1940 | 15      |
| 1945 | 17      |
| 1950 | 14      |
| 1955 | 6       |
| 1960 | 12      |
| 1965 | 11      |
| 1970 | 2       |
| 1976 | 12      |
| 1981 | 3       |
| 1986 | 3       |
| 1990 | 2       |
| 1995 | 2       |
| 2000 | 4       |
| 2005 | 3       |
| 2010 | 1       |
| 2015 | 1       |
| 2021 | 1       |

Naturen på Tærø domineres af frie arealer med naturlig vækst af træer, krat og buske. 
Midt på øen ligger avlsgården Jesminde og på øens nordside ligger den privatejede havn vendt mod Sydsjælland. Havnen der består af et ca. 100 m langt og ca. 40 m bredt bassin, må kun benyttes som adgangsvej til Tærø og i forbindelse med transport til eller fra øen. Der benyttes bådtransport til og fra øen over til Petersværft Havn nær Langebæk. Alt tungere transport foregår med pram. Nær havnen ligger det gamle lodshus og et rødt hus, som før i tiden blev anvendt som posthus. 
I 1964 blev der udsat 25 vilde ponyer af Exmoor-racen, der er tæt beslægtet med de oprindelige europæiske vildheste, på øen. Formålet var at føre racen tilbage til den oprindelige vilde pony. Projektet blev opgivet i 2003, og 16 af hestene blev udsat ved Dovns Klint og Klise Nor på det sydlige Langeland, hvor de har formeret sig og er blevet en turistattraktion. Der er dog stadig en fast bestand af heste på Tærø, og siden ca. 2015 har de gået frit over hele øen. P.t. (2017) er der ca. 46 heste. 
Tærø er i dag nok mest kendt for kapsejladsen "Tærø Rundt", arrangeret af Bogø Sejlklub. Sejladsen, der første gang blev afholdt 1989, afvikles normalt den første weekend i juni måned.

## Tærøs historie
Husmændene ejede ikke selv jorden men var fæstere eller lejere af jorden under J. C. Apel som selv boede på øen og drev gården Jesminde. Omkring 1850 blev Jesminde solgt til Etatsråd de Neergaard, Gunderslevholm og der kom bestyrer på gården omkring 1875. Husene med fæstekontrakt forblev direkte under familien de Neergaard mens de lejede huse hørte under bestyrerne som fik lejeindtægtene.  1875 er der gården Jesminde og 10 huse på øen med i alt 52 personer.  I 1880 har øen 64 indbyggere i 1 gård og 10 huse. 1890 er dette faldet til 38 personer i 1 gård og 6 huse. De sidste 4 huse har antagelig været ubeboede. 1925 boede der ca. 40 på Tærø, men befolkningstallet faldt drastisk i 1930'erne. Siden 1980 har indbyggertallet været under 10, i 2007 er indbyggertallet på 3, og 2014 på 2.